# Samir Subash Naik
Samir Subash Naik (Mumbai, 8 agosto 1979) è un ex calciatore e allenatore di calcio indiano, di ruolo difensore. Allenatore del Dempo.

## Statistiche

### Presenze e reti nei club
Statistiche aggiornate al 15 febbraio 2020.
| Stagione     | Club         | Campionato   | Campionato | Campionato | Coppe nazionali | Coppe nazionali | Coppe nazionali | Coppe continentali | Coppe continentali | Coppe continentali | Supercoppe | Supercoppe | Supercoppe | Totale | Totale |
| Stagione     | Club         | Comp         | Pres       | Reti       | Comp            | Pres            | Reti            | Comp               | Pres               | Reti               | Comp       | Pres       | Reti       | Pres   | Reti   |
| ------------ | ------------ | ------------ | ---------- | ---------- | --------------- | --------------- | --------------- | ------------------ | ------------------ | ------------------ | ---------- | ---------- | ---------- | ------ | ------ |
| 2007-2008    | Dempo        | IL           | ?          | ?          | SC              | 1               | 0               | AFC Cup            | ?                  | ?                  | -          | -          | -          | 1      | 0      |
| 2008-2009    | Dempo        | IL           | ?          | ?          | SC              | ?               | ?               | AFC                | 1                  | 0                  | DC         | ?          | ?          | 1      | 0      |
| 2009-2010    | Dempo        | IL           | ?          | ?          | SC              | ?               | ?               | -                  | -                  | -                  | -          | -          | -          | ?      | ?      |
| 2010-2011    | Dempo        | IL           | ?          | ?          | SC              | ?               | ?               | AFC + AFC Cup      | 1+3                | 0+0                | -          | -          | -          | 4      | 0      |
| 2011-2012    | Dempo        | IL           | ?          | ?          | SC              | ?               | ?               | -                  | -                  | -                  | -          | -          | -          | ?      | ?      |
| 2012-2013    | Dempo        | IL           | 11         | 0          | SC              | 0               | 0               | -                  | -                  | -                  | -          | -          | -          | 11     | 0      |
| 2013-2014    | Dempo        | IL           | 6          | 0          | SC              | ?               | ?               | -                  | -                  | -                  | -          | -          | -          | 6      | 0      |
| 2014-2015    | Dempo        | IL           | 3          | 0          | SC              | 0               | 0               | -                  | -                  | -                  | -          | -          | -          | 3      | 0      |
| 2015-2016    | Dempo        | IL2          | ?          | ?          | -               | -               | -               | -                  | -                  | -                  | DC         | ?          | ?          | ?      | ?      |
| Totale Dempo | Totale Dempo | Totale Dempo | 20         | 0          |                 | 1               | 0               |                    | 5                  | 0                  |            | -          | -          | 26     | 0      |
| Totale       | Totale       | Totale       | 20         | 0          |                 | 1               | 0               |                    | 5                  | 0                  |            | -          | -          | 26     | 0      |

### Cronologia presenze e reti in nazionale
| Cronologia completa delle presenze e delle reti in nazionale ― India | Cronologia completa delle presenze e delle reti in nazionale ― India | Cronologia completa delle presenze e delle reti in nazionale ― India | Cronologia completa delle presenze e delle reti in nazionale ― India | Cronologia completa delle presenze e delle reti in nazionale ― India | Cronologia completa delle presenze e delle reti in nazionale ― India | Cronologia completa delle presenze e delle reti in nazionale ― India | Cronologia completa delle presenze e delle reti in nazionale ― India |
| Data                                                                 | Città                                                                | In casa                                                              | Risultato                                                            | Ospiti                                                               | Competizione                                                         | Reti                                                                 | Note                                                                 |
| -------------------------------------------------------------------- | -------------------------------------------------------------------- | -------------------------------------------------------------------- | -------------------------------------------------------------------- | -------------------------------------------------------------------- | -------------------------------------------------------------------- | -------------------------------------------------------------------- | -------------------------------------------------------------------- |
| 18-2-2004                                                            | Goa                                                                  | India                                                                | 1 – 0                                                                | Singapore                                                            | Qual. Mondiali 2006                                                  | -                                                                    |                                                                      |
| 9-6-2004                                                             | Saitama                                                              | Giappone                                                             | 7 – 0                                                                | India                                                                | Qual. Mondiali 2006                                                  | -                                                                    |                                                                      |
| 8-9-2004                                                             | Calcutta                                                             | India                                                                | 0 – 4                                                                | Giappone                                                             | Qual. Mondiali 2006                                                  | -                                                                    |                                                                      |
| 17-11-2004                                                           | Mascate                                                              | Oman                                                                 | 0 – 0                                                                | India                                                                | Qual. Mondiali 2006                                                  | -                                                                    |                                                                      |
| 16-8-2006                                                            | Calcutta                                                             | India                                                                | 0 – 3                                                                | Arabia Saudita                                                       | Qual. Coppa d'Asia 2007                                              | -                                                                    | 68’                                                                  |
| 30-10-2007                                                           | Goa                                                                  | India                                                                | 2 – 2                                                                | Libano                                                               | Qual. Mondiali 2010                                                  | -                                                                    | 75’                                                                  |
| 30-7-2008                                                            | Hyderabad                                                            | India                                                                | 1 – 0                                                                | Afghanistan                                                          | AFC Challenge Cup 2008 - 1º turno                                    | -                                                                    | 66’                                                                  |
| 1-8-2008                                                             | Hyderabad                                                            | Tagikistan                                                           | 1 – 1                                                                | India                                                                | AFC Challenge Cup 2008 - 1º turno                                    | -                                                                    |                                                                      |
| 3-8-2008                                                             | Hyderabad                                                            | Turkmenistan                                                         | 1 – 2                                                                | India                                                                | AFC Challenge Cup 2008 - 1º turno                                    | -                                                                    |                                                                      |
| 7-8-2008                                                             | Hyderabad                                                            | India                                                                | 1 – 0                                                                | Birmania                                                             | AFC Challenge Cup 2008 - Semifinale                                  | -                                                                    |                                                                      |
| 13-8-2008                                                            | Nuova Delhi                                                          | India                                                                | 4 – 1                                                                | Tagikistan                                                           | AFC Challenge Cup 2008 - Finale                                      | -                                                                    | 39’                                                                  |
| 14-1-2009                                                            | Hong Kong                                                            | Hong Kong                                                            | 2 – 1                                                                | India                                                                | Amichevole                                                           | -                                                                    |                                                                      |
| 23-7-2011                                                            | al-'Ayn                                                              | Emirati Arabi Uniti                                                  | 3 – 0                                                                | India                                                                | Qual. Mondiali 2014                                                  | -                                                                    |                                                                      |
| 28-7-2011                                                            | Nuova Delhi                                                          | India                                                                | 2 – 2                                                                | Emirati Arabi Uniti                                                  | Qual. Mondiali 2014                                                  | -                                                                    |                                                                      |
| 21-8-2011                                                            | Port of Spain                                                        | Trinidad e Tobago                                                    | 3 – 0                                                                | India                                                                | Amichevole                                                           | -                                                                    | 79’                                                                  |
| 25-8-2011                                                            | Providence                                                           | Guyana                                                               | 2 – 1                                                                | India                                                                | Amichevole                                                           | -                                                                    | 82’                                                                  |
| 9-3-2012                                                             | Kathmandu                                                            | India                                                                | 0 – 2                                                                | Tagikistan                                                           | AFC Challenge Cup 2012 - 1º turno                                    | -                                                                    |                                                                      |
| 11-3-2012                                                            | Kathmandu                                                            | Filippine                                                            | 2 – 0                                                                | India                                                                | AFC Challenge Cup 2012 - 1º turno                                    | -                                                                    |                                                                      |
| Totale                                                               |                                                                      | Presenze                                                             | 18                                                                   |                                                                      | Reti                                                                 | 0                                                                    |                                                                      |